# オレステースの悔恨
『オレステースの悔恨』（オレステースのかいこん、The Remorse of Orestes）は、フランスの画家ウィリアム・アドルフ・ブグローが1862年に描いた絵画。父親を殺した母親を殺害したオレステースは、復讐の女神エリーニュスに激しく責め立てられることとなった。